# Cerro Gordo, Miahuatlán de Porfirio Díaz
Cerro Gordo är en ort i Mexiko.   Den ligger i kommunen Miahuatlán de Porfirio Díaz och delstaten Oaxaca, i den sydöstra delen av landet, 400 km sydost om huvudstaden Mexico City. Cerro Gordo ligger 1 616 meter över havet och antalet invånare är 139.
Terrängen runt Cerro Gordo är kuperad söderut, men norrut är den platt. Terrängen runt Cerro Gordo sluttar norrut. Runt Cerro Gordo är det glesbefolkat, med 19 invånare per kvadratkilometer. Närmaste större samhälle är Miahuatlán de Porfirio Díaz, 4,8 km väster om Cerro Gordo. I omgivningarna runt Cerro Gordo växer huvudsakligen savannskog.